# 中ノ郷信用組合
中ノ郷信用組合（なかのごうしんようくみあい）は、東京都墨田区に本店を置き、東京都内に17店舗を展開する地域信用組合である。
賀川豊彦が始めた関東大震災の救護活動を嚆矢とする。「中ノ郷」は本店が所在する東駒形の旧地名に由来する。

## 沿革
- 1928年6月 - 中ノ郷質庫信用組合設立認可
- 1962年8月 - 中ノ郷信用組合に改称
- 1994年4月 - 墨田信用組合と合併
- 2006年10月10日 - 葛飾商工信用組合と合併
- 2009年10月13日 - 城北信用組合と合併[3]
- 2010年10月1日 ‐ 環境省策定「エコアクション21」認証取得
- 2018年1月 - 金町出張所、綾瀬出張所をそれぞれ母店に統合